# Portuairk
Portuairk (Schots-Gaelisch: Port Uairce) is een dorp in de Schotse lieutenancy Inverness in het raadsgebied Highland.